# Elisabeth von Matzingen
Elisabeth von Matzingen, connue à partir de 1289 et morte le 10 août 1340 à Zurich, est une abbesse suisse. Elle dirige l'abbaye du Fraumünster, et, de fait, Zurich, pendant 32 ans, de 1308 à sa mort.

## Biographie
Originaire d'une famille de barons de Thurgovie, elle est connue à Zurich à partir de 1289, quand elle mentionnée comme religieuse à l'abbaye du Fraumünster. Elle en devient abbesse en 1308 en succédant à Elisabeth von Spiegelberg. 
Elle fait réparer l'église de l'abbaye qui est en mauvais état depuis un incendie en 1289. Certains de ses actes officiels sont conservés, comme lorsqu'elle parvient en 1332 à un accord au sujet de la dîme avec un pasteur.
Elle meurt le 10 août 1340 à Zurich.